# Apantesis phalerata
Apantesis phalerata ist ein Schmetterling (Nachtfalter) aus der Unterfamilie der Bärenspinner (Arctiinae). 

## Merkmale

### Falter
Die Falter besitzen eine Flügelspannweite von 30 bis 42 Millimetern. Die Vorderflügeloberseite hat eine schwarze Grundfärbung, die mit einer weißlichen, gelblichen oder hell rosafarbenen Linienzeichnung versehen ist. Die Hinterflügeloberseite variiert von einem kräftigen Rot über Rosa bis hin zu Gelb und zeigt vor dem Saum eine mehr oder weniger deutlich ausgeprägte schwarze Fleckenzeichnung. Am Kopf heben sich ein Kragen sowie zwei parallel verlaufende hellrote oder gelbliche Streifen ab, die einem Zuggeschirr (englisch: harness) bei Pferden ähneln. Die Art wird im englischen Sprachgebrauch deshalb als Harnessed tiger moth bezeichnet. Der Thorax ist rot oder gelb gefärbt und auf der Oberseite mit großen schwarzen Flecken versehen. 

### Raupe
Die Raupen sind graubraun bis dunkelbraun gefärbt, zeigen eine ockerfarbene Rückenlinie, ebenso gefärbte Stigmen und sind auf allen Segmenten kurz stachlig behaart.

### Ähnliche Arten
Aufgrund der farblichen Variabilität bei Apantesis phalerata ist die Unterscheidung zu den sehr ähnlichen Arten
- Apantesis nais
- Apantesis carlotta sowie
- Apantesis vittata

anhand äußerer Merkmale oftmals schwierig. Eine sichere Bestimmung kann anhand einer genitalmorphologischen Untersuchung erfolgen.

## Verbreitung und Vorkommen
Die Art ist im Osten, Südosten und der Mitte Nordamerikas von Québec und Ontario in südlicher Richtung bis nach Florida, Tennessee und Texas weit verbreitet. Sie lebt bevorzugt in Wiesen- und Steppenlandschaften. 

## Lebensweise
Die nachtaktiven Falter fliegen in einer Generation je nach Vorkommensgebiet zwischen Mai und September. Sie besuchen künstliche Lichtquellen. Die Raupen ernähren sich von den Blättern unterschiedlicher niedriger Pflanzen, dazu zählen Löwenzahn- (Taraxacum), Wegerich- (Plantago), Klee- (Trifolium) sowie einige Süßgras-Arten (Poaceae). Sie nehmen während der Entwicklung Giftstoffe aus den Nahrungspflanzen auf, sodass sie für potentielle Fressfeinde ungenießbar werden.